# Fryggesboda
Fryggesboda är en liten by i södra Lindesbergs kommun med ett tiotal hushåll. Tillsammans med de närliggande byarna Koverboda och Högstaboda bildar de "treboda" med ett litet men livaktigt byalag. Dessa byar uppstod som fäbodar till lantbruken i norra Fellingsbro-området.